# شارفاري واغ
شارفاري واغ (مواليد 14 يونيو 1996) هي ممثلة هندية، حصلت على جائزة الأكاديمية الهندية الدولية للأفلام لأفضل ظهور للنجم لهذه العام ‑ سيدات عن فيلم بانتى وبابلى 2.

## وصلات خارجية
- شارفاري واغ على موقع IMDb (الإنجليزية)
- شارفاري واغ على موقع قاعدة بيانات الأفلام العربية
- شارفاري واغ على موقع قاعدة بيانات الفيلم (الإنجليزية)